# Arhopala amatrix
Arhopala amatrix är en fjärilsart som beskrevs av De Nicéville 1891. Arhopala amatrix ingår i släktet Arhopala och familjen juvelvingar. Inga underarter finns listade i Catalogue of Life.